# Neurologiczne zespoły paranowotworowe
Neurologiczne zespoły paranowotworowe to odrębna pod względem klinicznym grupa zespołów paranowotworowych (paraneoplastycznych) obejmująca zaburzenia funkcjonowania układu nerwowego u chorych z nowotworem umiejscowionym poza układem nerwowym, nie związane zatem z przerzutami, ani miejscowym działaniem guza. Często towarzyszy temu podostra neuropatia czuciowa z powodu zajęcia zwojów korzeni czuciowych rdzenia. U 80 % chorych przyczyną jest rak płuca, zazwyczaj z drobnokomórkowy. Około 0,4 % chorych na raka płuc ma dolegliwości neurologiczne, które poprzedzają wykrycie raka u 80 % przypadków tych dolegliwości.

## Etiologia
Najlepiej poznanym patomechanizmem neurologicznych zespołów paranowotworowych są reakcje immunologiczne. Niezbędne do rozwoju tych schorzeń jest uszkodzenie bariery krew-mózg przez cytokiny. Reakcja immunologiczna organizmu, skierowana przeciwko komórkom nowotworu, w których dochodzi do ekspresji białek onkoneuronalnych, kieruje się również przeciw układowi nerwowemu, najczęściej poprzez IgG anty Hu. IgG anty Hu łączą się z białkami wiążącymi RNA: HuD, PLE21/HuC i Hel-N1, a także wszechobecnym białkiem HuR. Białka te są niezbędne dla układu nerwowego.
| Przeciwciało (inna nazwa) | Zespół paraneoplastyczny | Nowotwory                         |
| ------------------------- | --- | --------------------------------- |
| Hu-Ab (ANNA1-Ab)          | Neuropatia czuciowa Encephalomyelitis Przewlekłe rzekome porażenie przewodu pokarmowego Ataksja móżdżkowa Zapalenie układu limbicznego | SCLC                              |
| Yo-Ab (PCA1-Ab)           | Podostra ataksja móżdżkowa | Nowotwory jajnika, piersi, macicy |
| CV2-Ab (CRMP5-Ab)         | Ataksja móżdżkowa Neuropatia czuciowo-ruchowa Zapalenie naczyniówki, retinopatia Encephalomyelitis                                     | SCLC Grasiczak                    |
| Ri-Ab (ANNA2-Ab)          | Mioklonia/opsoklonia Ataksja móżdżkowa                                                                                                 | Rak sutka SCLC                    |
| Amphiphysin-Ab            | Zespół sztywnego człowieka Neuropatia czuciowa Encephalomyelitis                                                                       | Rak sutka SCLC                    |
| Tr-Ab                     | Ataksja móżdżkowa | Choroba Hodgkina                  |
| Ma2-Ab (Ta-Ab)            | Zapalenie układu limbicznego | Guzy jąder                        |
| CAR-Ab                    | Retinopatia | Rak sutka SCLC                    |

## Objawy
Po podostrym początku choroba rozwija się w tygodniami lub miesiącami aż do stabilizacji. 
Objawy zależą od określonego zespołu paranowotworowego:
- podostra neuropatia czuciowa towarzyszy od 70-80 % przypadków zespołów paranowotworowych: m.in. drętwienie, parastezje
- paranowotworowe zapalenie układu limbicznego: gł. amnezja następcza lub wsteczna i zaburzenia psychiatryczne (lęk, depresja), napady padaczkowe, ze zmianami świadomości w późniejszych stadiach (omamy węchowe i smakowe), zaburzenia snu,.
- ogniskowe zapalenie mózgu – nieprawidłowości czuciowe i ruchowe: afazja, drętwienie, ataki padaczkowe lub padaczka częściowa ciągła Kożewnikowa
- zapalenie pnia mózgu u 1/3 chorych – oscylopsja (drganie obrazu widzianego), podwójne widzenie, zaburzenia ruchu gałek ocznych, drętwienie twarzy, upośledzenie mowy, utrata słuchu, utrudnienie połykania
- dysfunkcja neuronu ruchowego u 20 %: osłabienie szyi, asymetryczne osłabienie kończyn, drżenie pęczkowe mięśni,
- dysfunkcja układu autonomicznego u ¼ chorych: podciśnienie ortostatyczne, zaburzenia układu pokarmowego, nieprawidłowe pocenie się, trudności z oddawaniem moczu, impotencja, leniwe źrenice, niestabilność układu krążenia, zaburzenia oddychania,
- zespół Lamberta-Eatona u 10-16 % chorych.

## Postaci kliniczne

### Zespoły paranowotworowe w obrębie ośrodkowego układu nerwowego
- zapalenie układu limbicznego (limbc encephalitis)
- podostre zwyrodnienie móżdżku (subacute cerebellar degeneration)
- zapalenie pnia mózgu (brainstem encephalitis)
- zespół opsoklonii/mioklonii
- podostra martwicza mielopatia
- choroba neuronu ruchowego
- zespół sztywnego człowieka

### Zespoły paranowotworowe w obrębie obwodowego układu nerwowego
- podostra neuropatia czuciowa
- neuropatia czuciowo-ruchowa
- podostra neuropatia ruchowa
- zespół miasteniczny Lamberta-Eatona
- zapalenie wielomięśniowe
- zapalenie skórno-mięśniowe

## Podział w zależności od przeciwciał

### Zespoły anty-Hu
- podostra neuropatia czuciowa
- zapalenie mózgu i rdzenia
- zapalenie układu limbicznego
- zapalenie pnia mózgu
- zapalenie rdzenia
- ganglioradiculoneuritis
- neuropatia autonomiczna

### Zespoły anty-CV2
- Zwyrodnienie móżdżku
- Zapalenie tęczówki/neuropatia nerwu wzrokowego
- Polineuropatia czuciowo-ruchowa (typ aksonalno-demielinizacyjny)
- LEMS

W 20% przypadków w zespołach anty-CV2 współistnieją przeciwciała anty-Hu.

## Diagnostyka
Testy:
- obecności przeciwciał paranowotworowych w krwi i płynie mózgowo-rdzeniowym.
- PCR na wirusa opryszczki i ospy wietrznej w tym płynie.
- markerów nowotworowych w krwi: antygenu rakowo-płodowego, antygenu rakowego 125, antygenu prostaty (PSA).
- liczby limfocytów w celu wykrycia infekcji, osłabienia odporności, anemii, małopłytkowości,
- czasu protrombinowego/ czasu częściowej generacji tromboplastyny w celu wykrycia koagulopati
- toksykologiczne
- poziomu witaminy B12, aby wykluczyć jej niedobór,
- próba czynnościowa wątroby aby wykluczyć wątrobową przyczynę uszkodzenie mózgu

## Leczenie
Polega na leczeniu raka i zmniejszeniu zapalenia. Podaje się leki przeciwzapalne (kortykosteroidy) i immunosupresyjne (cyklofosfamid, immunoglobuliny G.). Stężenie przeciwciał paranowotworowych wiąże się z pomyślnością rokowania.